# Erigone monterreyensis
Erigone monterreyensis är en spindelart som beskrevs av Willis J. Gertsch och Davis 1937. Erigone monterreyensis ingår i släktet Erigone och familjen täckvävarspindlar. Inga underarter finns listade i Catalogue of Life.